# Jordy Hernández
Jordy Francisco Hernández Molina (San José, 26 de marzo de 2002) es un futbolista costarricense, se desempeña como mediocampista y su equipo actual es la Asociación Deportiva Guanacasteca de la Primera División de Costa Rica.

## Trayectoria
Realizó todas sus ligas menores en el Club Sport Herediano y debutó el 19 de julio de 2019 en un partido entre el Club Sport Herediano contra Comunicaciones F.C por la Copa Centroamericana. A inicios del 2020 se confirma su llegada al Municipal Grecia en condición de préstamo por un torneo.

## Clubes
| Club                              | País       | Año             |
| --------------------------------- | ---------- | --------------- |
| Club Sport Herediano              | Costa Rica | 2019            |
| Municipal Grecia                  | Costa Rica | 2020            |
| Club Sport Herediano              | Costa Rica | 2020 - 2021     |
| Municipal Grecia                  | Costa Rica | 2021 - 2022     |
| Club Sport Herediano              | Costa Rica | 2022            |
| Guadalupe Fútbol Club             | Costa Rica | 2023            |
| Escorpiones de Belén              | Costa Rica | 2023            |
| Municipal Pérez Zeledón           | Costa Rica | 2024            |
| Asociación Deportiva Guanacasteca | Costa Rica | 2024 - presente |

## Palmarés
| Título                         | Club                 | País       | Año  |
| ------------------------------ | -------------------- | ---------- | ---- |
| Primera División de Costa Rica | Club Sport Herediano | Costa Rica | 2019 |
| Supercopa de Costa Rica        | Club Sport Herediano | Costa Rica | 2020 |
| Supercopa de Costa Rica        | Club Sport Herediano | Costa Rica | 2022 |